# Gobernanza de las tecnologías de la información
Gobierno de TI es el alineamiento de las Tecnologías de la información y la comunicación (TI) con la estrategia del negocio. Hereda las metas y la estrategia a todos los departamentos de la empresa, y proporciona el mejor uso de la tecnología y de sus estructuras organizativas para alcanzarlas.
Aún y cuándo no existe una definición exacta de lo que es la gobernanza de tecnologías de la información (TI), trataremos de conceptualizarla tomando los puntos clave de los conceptos que mayormente se utilizan para hacer referencia a la gobernanza de TI. 
¿Qué es Gobierno de TI?
El Gobierno de TI consiste en un completo marco de estructuras, procesos y mecanismos relacionales. Las estructuras implican la existencia de funciones de responsabilidad, como los ejecutivos y responsables de las cuentas de TI, así como diversos comités de TI. Los procesos se refieren a la monitorización y a la toma de decisiones estratégicas de TI. Los mecanismos relacionales incluyen las alianzas y la participación de la empresa/organización de TI, el diálogo en la estrategia y el aprendizaje compartido. (Jan van Bon, 2010)
El gobierno de las Tecnologías de la Información (TI) se ha desarrollado enormemente desde la aparición del estándar ISO/IEC-38500. Sin embargo las organizaciones suelen experimentar dificultades a la hora de la implementación del estándar, ya que los principales interesados pueden llegar a ser excluidos del marco de gobierno, provocando la ausencia de su necesaria implicación. (Angel Cobo Ortega)
Se entiende por Gobierno TI, el conjunto de acciones que realiza el área de TI en coordinación con la alta dirección para movilizar sus recursos de la forma más eficiente en respuesta a requisitos regulatorios, operativos o del negocio. (TCP, 2014)
Constituye una parte esencial del gobierno de la empresa en su conjunto y aglutina la estructura organizativa y directiva necesaria para asegurar que TI soporta y facilita el desarrollo de los objetivos estratégicos definidos.
Esto garantiza que: 
- TI está alineada con la estrategia del negocio.
- Los servicios y funciones de TI se proporcionan con el máximo valor posible o de la forma más eficiente.
- Todos los riesgos relacionados con TI son conocidos y administrados y los recursos de TI están seguros

## Gestión de la Tecnología
Gestión de TI es el proceso de supervisión de todos los asuntos relacionados con las operaciones y recursos de tecnología de la información dentro de una organización de TI. (Rouse, 2014)
La gestión de TI asegura que todos los recursos tecnológicos y los empleados asociados son utilizados correctamente y de una manera que proporciona valor para la organización. La gestión de TI efectiva permite a una organización optimizar los recursos y la dotación de personal, mejorar los procesos de negocio y de comunicación y aplicar las mejores prácticas. Las personas que trabajan en la gestión de TI también deben demostrar habilidades en áreas generales de gestión como liderazgo, planificación estratégica y asignación de recursos. (Rouse, 2014)
Cada día aumenta el peso de las TIC en el negocio y los niveles directivos son conscientes de la necesidad de alinear TIC y negocio, para gestionar el impacto significativo que la TI puede tener en la organización, para el logro de los objetivos estratégicos del negocio, el cumplimiento de la regulación (control interno, riesgos…) preservación del valor de la organización y la generación de valor adicional, gracias a una adecuada gestión de información, mayor funcionalidad a bajo costo y eficiencia operativa, etc. (Diaz, 2009)

## Elementos de la gobernanza de TI
Los elementos clave de la gobernanza mencionan la re-conceptualización y re-construcción de la arquitectura operacional de la empresa, re-pensar y re-expresar los roles del personal y el alineamiento entre el negocio y la TI, además ayudan a comprender que los roles, la experiencia y la cultura son factores determinantes para lograr el mejor impacto y conseguir el éxito de la nueva arquitectura de la empresa mejorando su rendimiento.
- Alineamiento Estratégico
- Estructuras organizativas
- Generación de Valor
- Procesos de Gobernanza de TI
- Gestión del riesgo
- Gestión del rendimiento
- Gestión de recursos
- Valor agregado

## Marcos de Trabajo y Buenas Prácticas
Existen diferentes propuestas que permiten guiar a las organizaciones en la estructuración de un gobierno de TI:
- AS8015-2005: Estándar australiano para el gobierno corporativo de la tecnología de la información y las comunicación.. AS8015 fue la base para ISO/IEC 38500.
- ISO/IEC 38500:2008 Corporate governance of information technology, (basado en AS8015-2005), define un marco de trabajo para el gobierno de TI que permite apoyar a la alta dirección en cuanto a los aspectos legales, éticos y normativos relacionados con el uso de TI; así como en el uso efectivo, eficiente y misional de la tecnología de la información dentro de la organización. ISO/IEC 38500 es aplicable a organizaciones de cualquier tamaño, incluyendo organizaciones públicas o privadas, entidades gubernamentales u organizaciones sin ánimo de lucro.
- Control Objectives for Information and related Technology (COBIT): Es un modelo de referencia que describe 34 procesos relacionados con TI y que son comunes a todas las organizaciones. Cada proceso está descrito en detalle, incluyendo entradas y salidas, actividades clave, objetivos, indicadores de desempeño y un modelo básico de madurez. Fue creado por la organización ISACA pero en la actualidad es mantenido por ITGI (Instituto de Gobernanza de TI).

## Crítica
A pesar de los esfuerzos por gestionar el desempeño y crear valor, un estudio centrado en el fraude en los Emiratos Árabes Unidos demostró que la gobernanza corporativa no desempeña un papel importante en la reducción del fraude, lo que indica que no existe una diferencia significativa en comparación con otras técnicas tradicionales para la prevención del fraude. Los investigadores han sostenido que debido a esta falta de contribuciones, debería haber una mejor supervisión por parte de la alta dirección.